# Bombur
En el universo imaginario del escritor británico J. R. R. Tolkien y en su novela El hobbit, Bombur es un enano y aunque desciende de los enanos de Moria, no pertenece a la Casa de Durin. Nació en las Tierras Brunas desconociéndose su año de nacimiento y el de su muerte. Es primo de Bifur y hermano de Bofur
En 2941 T. E., formó parte de la Compañía de Thorin que se embarcó en la misión de la Montaña Solitaria para recuperar el Reino Bajo La Montaña de Erebor de las manos de Smaug el Dorado.
Se presentó ante Bilbo Bolsón en la última tanda en llegar a Bolsón Cerrado cayendo sobre la alfombra de la entrada cuando el hobbit abrió bruscamente la puerta. Tenía un capuchón verde pálido. Se trataba de un enano gordo y de buen tamaño (para los de su raza) cuyo exceso de peso le trajo más de un problema en el viaje a Erebor. En el episodio con los trolls, ofreció tanta resistencia a su captura que los trolls lo amarraron fuertemente y lo pusieron junto al fuego. Además, claro, porque representaba un jugoso bocado.
Cuando huían de los trasgos en el interior de su guarida, tuvo que cargar a Bilbo por un largo trecho, lo que le significó un gran esfuerzo ya que «se bamboleaba mientras el sudor le caía en gotas de la nariz»; pasándoselo, finalmente a Dori.
En el Bosque Negro Bombur fue protagonista involuntario de un extraño episodio. Cuando cruzaron el Río Encantado con un bote hallado en la orilla (el puente de madera estaba roto y caído en el agua), un ciervo saltó desde la floresta y derribó a algunos de los Enanos. Bombur, que sólo tenía un pie en la orilla, cayó al agua. Bilbo se dio cuenta y enseguida corrió a rescatarlo, junto a los otros enanos. Cuando casi se había hundido del todo lo sacaron con la ayuda de una cuerda con un gancho. Al llegar a la orilla, estaba profundamente dormido, pues el río producía un inmediato efecto somnífero para quien cayera a sus aguas. Habiendo comprobado que estaba vivo, los enanos se turnaron para transportarlo. Durmió seis días y cuando despertó, «lo último que recordaba era la tertulia en la casa del hobbit, y fue difícil convencerlo de la verdad de las muchas aventuras que habían tenido desde entonces».
Mientras dormía, Bombur soñó con un enorme banquete en el Bosque, presidido por un rey; su sueño fue premonitorio. Al despertar había sentido mucha hambre y estaba muy débil, por lo que toda la jornada caminó lentamente y quejándose de su situación. En un punto del sendero, el Enano se negó a seguir caminando y se echó pesadamente en el suelo. Antes de que las protestas del resto de la Compañía se hicieran sentir; Balin divisó, entre la floresta el banquete que estaban teniendo los elfos silvanos de Thranduil.
En el viaje en los barriles, desde las Cavernas del rey Thranduil a Esgaroth, Bombur lo pasó muy mal, apretado como estaba dentro del barril más grande. Cuando lo sacaron del barril estaba muy magullado e inconsciente.
El último episodio que lo tuvo como protagonista en el viaje, fue cuando Bombur y Bofur, quedaron solos en el Valle ubicado en los dos brazos de la Montaña Solitaria, que se abrían al oeste. La razón fue que su gran peso le impedía escalar a donde se encontraba la Puerta Secreta. Cuando Smaug atacaba enfurecido el pequeño agujero dentro de Erebor, en donde el resto de la compañía se había guarecido; Bilbo recordó que los dos enanos estaban fuera y a merced del dragón, cuando este saliera dispuesto a cazar a los Enanos. Fue así que se armó un operativo rescate que consistió en izar con cuerdas a Bifur y  a Bombur, esté último con muchísimo trabajo por parte de toda la compañía. La salvación llegó justo en el momento en el que el dragón sobrevolaba el valle, echando fuego abrasándolo todo.
Luego de recuperada la Montaña, Bombur se quedó a vivir allí. Hacia finales de la Tercera Edad del Sol, El Enano Glóin le contaría a Frodo Bolsón en Rivendel que Bombur era un enano muy rico pero tan gordo que hacían falta seis enanos jóvenes para ayudarlo a subir y bajar de la Cama.